# Campionati nordici di lotta 1982
I campionati nordici di lotta 1982 si sono svolti a Göteborg, in Svezia. 

## Podi

### Lotta greco-romana
| Evento        | Oro             | Argento            | Bronzo                |
| Fino a 48 kg  | Lars Rønningen  | Anders Bükk        | Jukka Loikas          |
| Fino a 52 kg  | Jon Rønningen   | Reijo Haaparanta   | Per Nielsen           |
| Fino a 57 kg  | Sonny Broman    | Ronny Sigde        | Bjarne Nielsen        |
| Fino a 62 kg  | Morten Brekke   | Hannu Lahtinen     | Adam Czolowski        |
| Fino a 68 kg  | Gerry Svensson  | Heikki Liimatainen | Atle Stoeve           |
| Fino a 74 kg  | Jouko Salomäki  | Roger Tallroth     | Jan Pedersen          |
| Fino a 82 kg  | Mikko Huhtala   | Klaus Mysen        | Sören Claeson         |
| Fino a 90 kg  | Toni Hannula    | Pal Berger         | Adrian Berg von Linde |
| Fino a 100 kg | Frank Andersson | Keijo Manni        | Geir E. Sabel Olsen   |
| Oltre 100 kg  | Tomas Johansson | Heikki Stark       | Allan Karng           |